# جوزيف ماي (لاعب كرة قدم أمريكية)
جوزيف ماي (بالإنجليزية: Deems May)‏ هو لاعب كرة قدم أمريكية أمريكي، ولد في 6 مارس 1969 في ليكسينغتون في الولايات المتحدة.

## وصلات خارجية
- جوزيف ماي على موقع مرجع كرة القدم المحترفة.كوم (الإنجليزية)